# Фалькаде
Фалькаде (італ. Falcade, вен. Falciade) — муніципалітет в Італії, у регіоні Венето, провінція Беллуно.
Фалькаде розташоване на відстані близько 500 км на північ від Рима, 110 км на північ від Венеції, 37 км на північний захід від Беллуно.

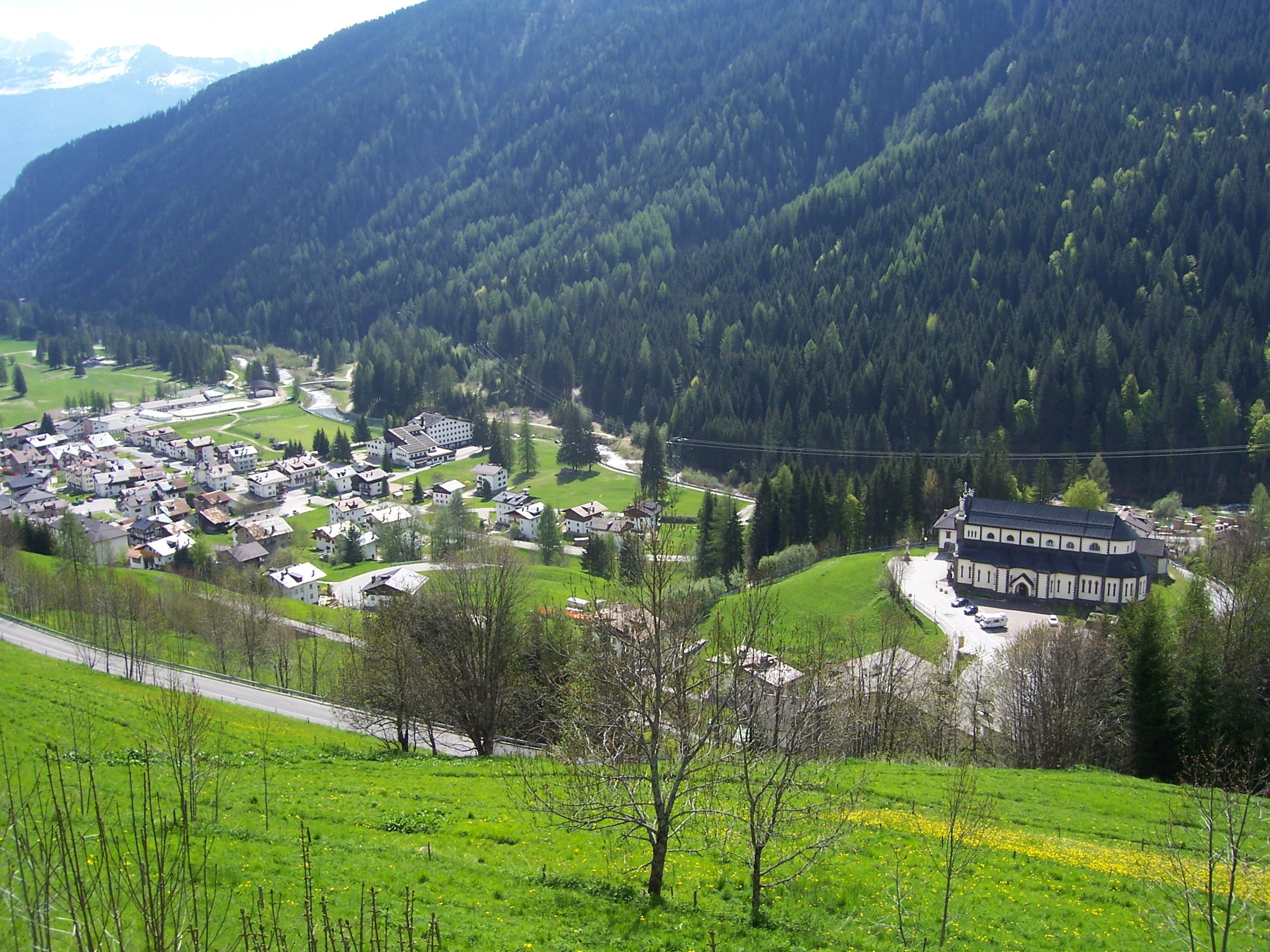

Населення — 1999 осіб (2014).
Покровитель — San Sebastiano.

## Демографія
Населення за роками:

Станом на 1 січня 2023 року в муніципалітеті офіційно проживало 49 іноземців з 21 країни, серед них 22 громадяни країн Євросоюзу та 7 громадян України.

## Сусідні муніципалітети
- Канале-д'Агордо
- Моена
- Рокка-П'єторе
- Сорага
- Примієро-Сан-Мартіно-ді-Кастроцца